# Фауна Південно-Африканської Республіки

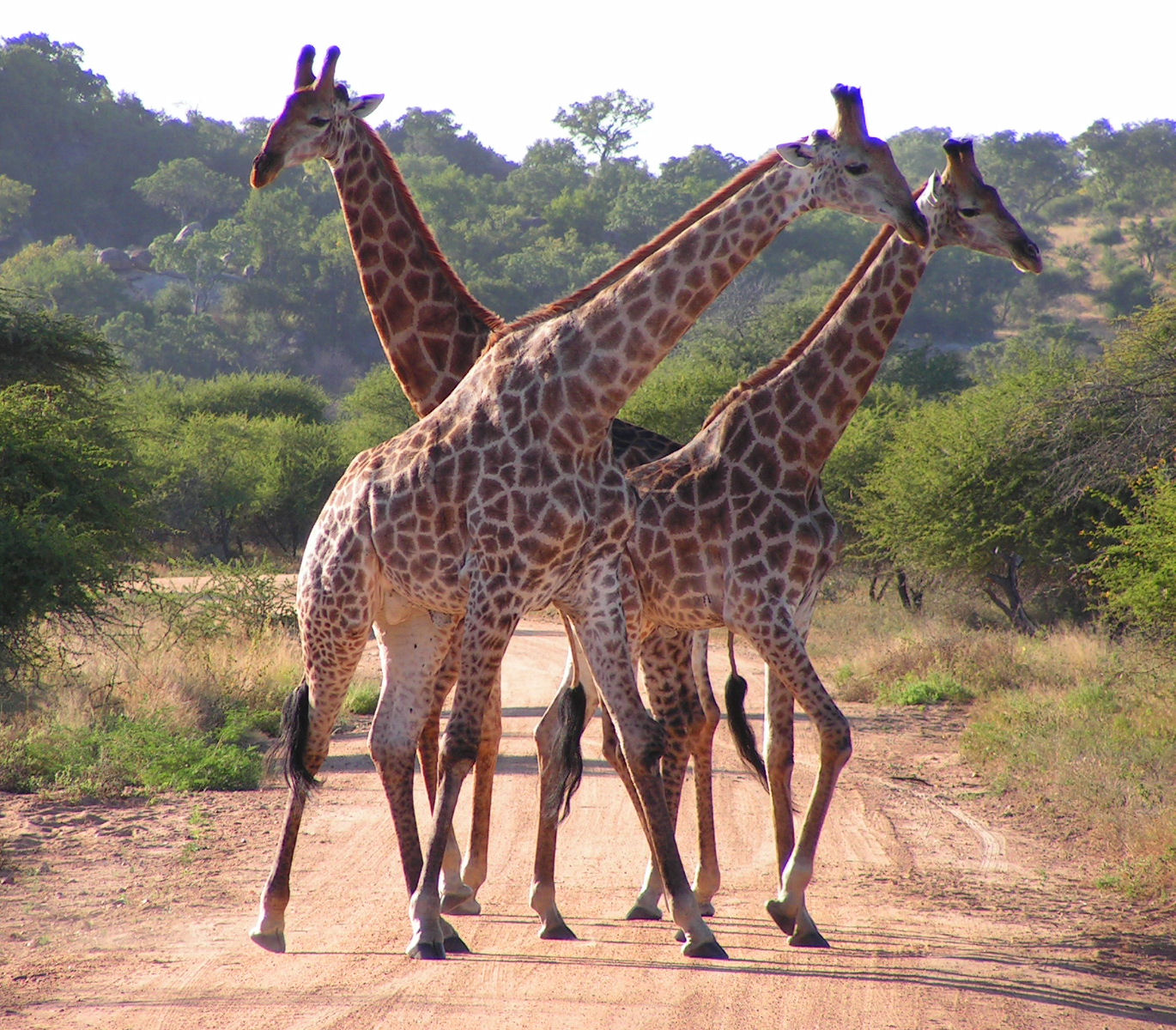
Південноафриканські жирафи в національному парку Крюгер

Тваринний світ Південно-Африканської Республіки налічує понад 300 різновидів ссавців, понад 500 різновидів птахів, більше 100 видів рептилій і безліч комах.

## Ссавці

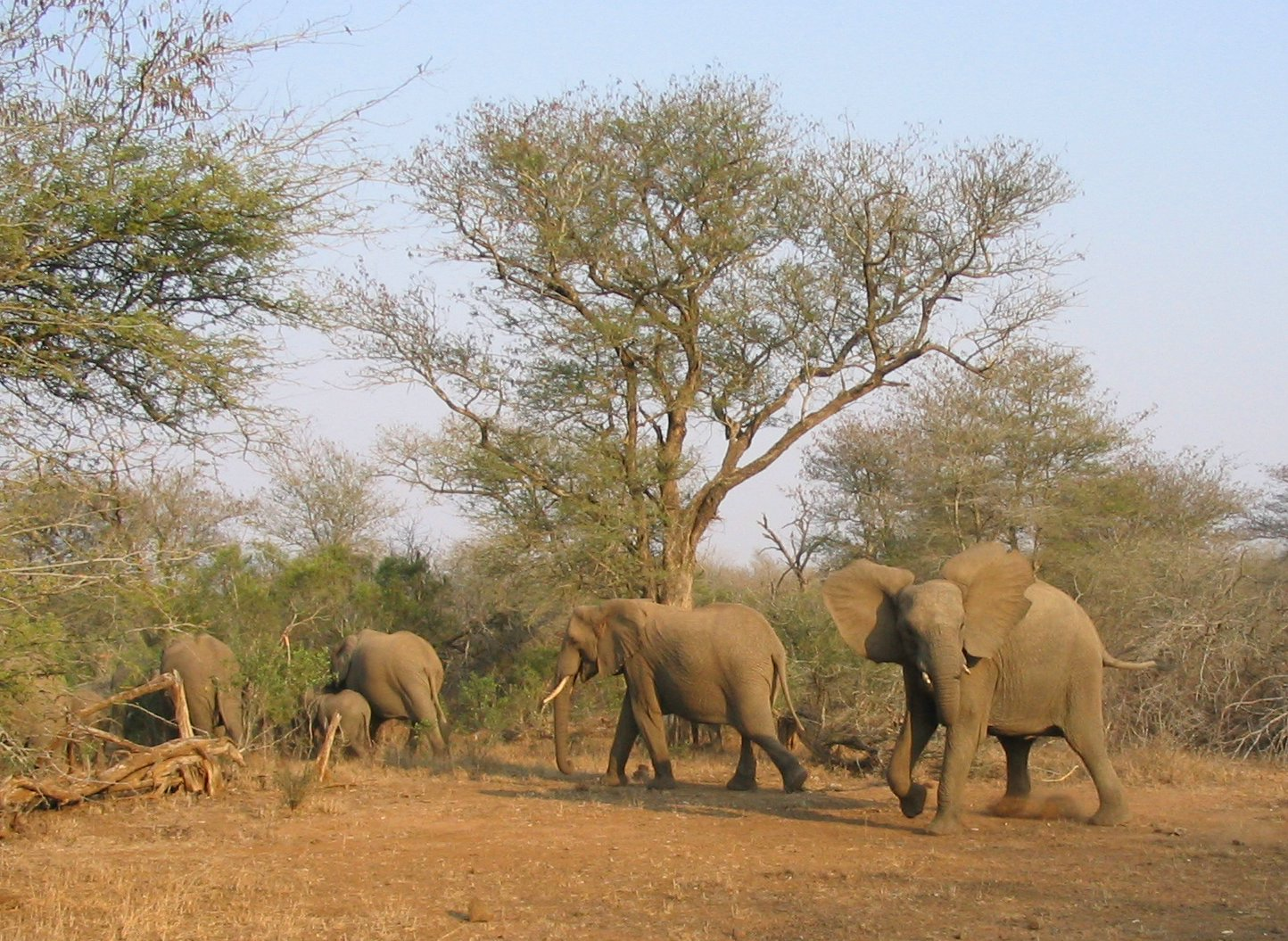
Африканські слони в національному парку Крюгер

У період колонізації Південно-Африканської Республіки багато видів тварин були майже винищені й до XXI століття збереглися лише в заповідниках і національних парках. У них можна побачити левів і гієн, леопардів і гепардів, слонів і гіпопотамів, жирафів, буйволів і антилоп. Живуть тут трубкозуби, що харчуються термітами, за що бури називають їх «земляними поросятами». Тут водяться бегемоти, африканський бородавочник (дикий кабанчик) а також білі і чорні носороги, які є великою рідкістю. Південно-Африканська Республіка є батьківщиною багатьох дуже рідкісних видів антилоп. Тут можна побачити та антилопу гну, і антилопу еланд, і антилопу гембок, і рідкісну сіро-коричневу ньяла, і карликову антилопу, і білолобу антилопу канна.
Найекзотичніші види тварин — особливі види вивер, вухата лисиця, кілька родів гризунів, златокроти.

### Примати

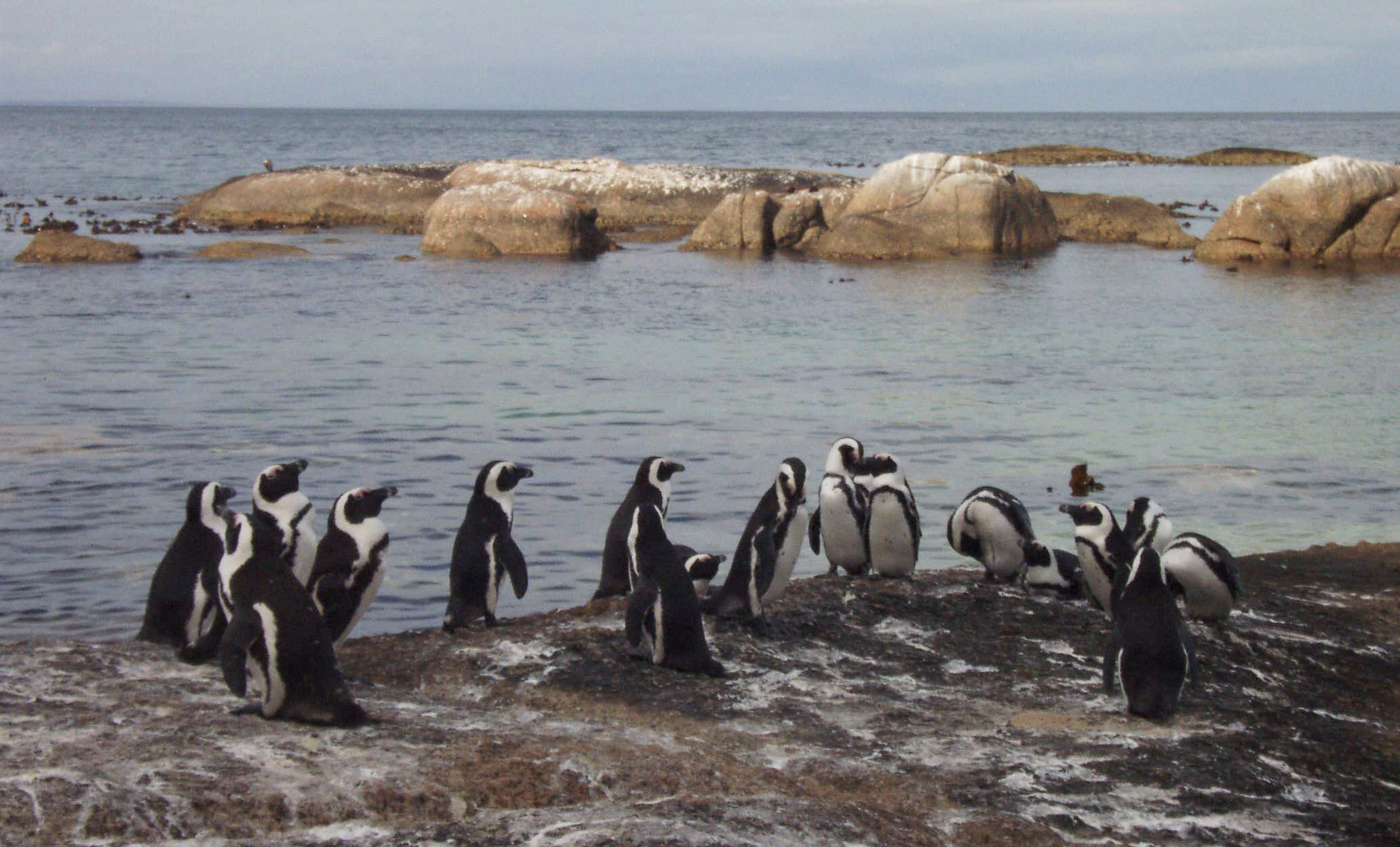
Африканські пінгвіни

Ще одні відомі мешканці південноафриканських природних зон — мавпи: горили, шимпанзе, різні види мавпових, наприклад, синьолиця мавпа, макаки.

## Птахи
У Південній Африці понад 870 видів найрізноманітніших птахів. Зграї пеліканів і фламінго, орли і грифи, яскраво-жовті ткачики, колібрі, капський зимородок, капський папуга, блакитний нирок, марабу, нектарниця. На озерах гніздяться фламінго, пелікани і різні чаплі. На узбережжі Атлантичного та Індійського океанів водяться африканські пінгвіни.

## Рептилії

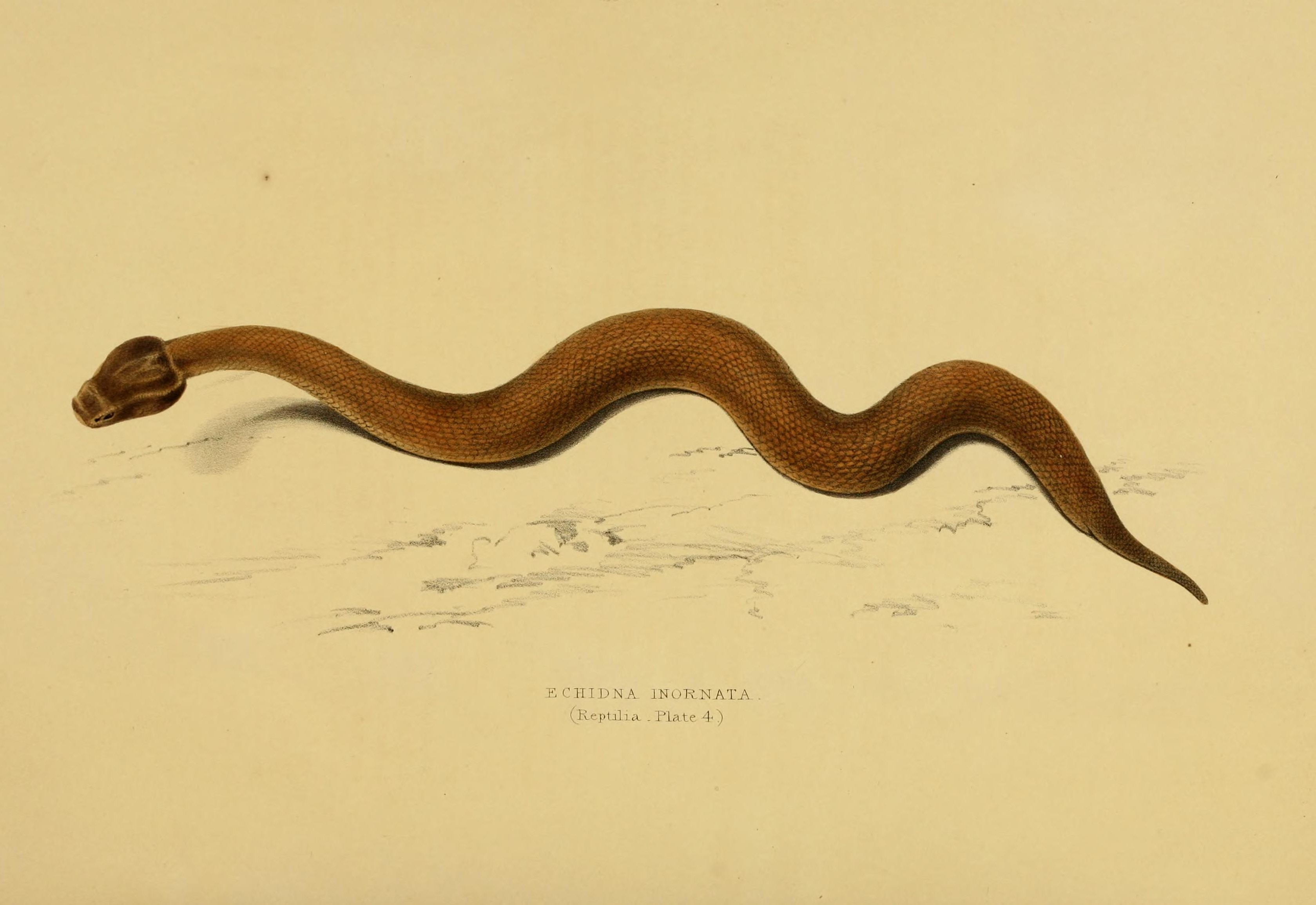
Південноафриканський вид африканських гадюк — Bitis inornata

Південна Африка налічує понад 200 видів змій, серед яких нерідко зустрічаються пітон. Водяться тут і крокодили.

## Комахи
У країні налічується до 40 000 видів комах, серед яких особливо поширені і найбільш відомі терміти, комарі і мухи цеце.